# Bezirksamt (Berlin)
Das Bezirksamt (BA) ist neben der Bezirksverordnetenversammlung (BVV) gemäß der Verfassung von Berlin Teil der Berliner Verwaltung auf der Ebene der zwölf Bezirke von Berlin. Alle zwölf Bezirksämter enthalten in ihren Namen den offiziellen Zusatz „von Berlin“, z. B. Bezirksamt Friedrichshain-Kreuzberg von Berlin.
Da die Stadt Berlin eine Einheitsgemeinde ist, üben die Bezirksämter nur eine untergeordnete kommunalpolitische Funktion aus.

## Zusammensetzung
Jedes Bezirksamt besteht aus dem Bezirksbürgermeister (besoldet nach B6 Landesbesoldungsordnung) und fünf Bezirksstadträten (besoldet nach B4 Landesbesoldungsordnung), seine Mitglieder sind hauptamtlich tätig.
Einer der Bezirksstadträte ist zugleich stellvertretender Bezirksbürgermeister.

## Wahl des Bezirksamtes
Das Bezirksamt wird zu Beginn einer Wahlperiode von der BVV gewählt. Das Vorschlagsrecht für die Wahl des Bezirksbürgermeisters steht grundsätzlich der stärksten Fraktion zu, kann jedoch an eine so genannte Zählgemeinschaft aus zwei oder mehr Fraktionen übergehen, die über mehr Mandate als die stärkste Fraktion verfügen muss. Das Bezirksamt setzt sich proportional zum bezirklichen Wahlergebnis aus von den verschiedenen Fraktionen vorgeschlagenen und der BVV gewählten Kandidaten zusammen. Ein Bezirksstadtrat kann vor Beendigung der Wahlperiode mit zwei Dritteln der Stimmen der BVV abgewählt werden. Das Vorschlagsrecht für diesen Stadtratsposten verbleibt aber auch dann bei der entsendenden Fraktion, solange sich die Mehrheitsverhältnisse nicht durch Fraktionswechsel geändert haben.
Eine Änderung des Wahlmodus und die Einführung des sogenannten politischen Bezirksamtes war lange in Art. 99 a. F. der Verfassung zum 1. Januar 2010 vorgesehen. Sie trat schließlich doch nicht in Kraft.

## Ressortaufteilung
Nach der Wahl des Bezirksamts entscheidet dieses über den Zuschnitt und die Verteilung der einzelnen Ressorts unter den Bezirksstadträten. In der Regel wird diese Ressortaufteilung vor der Wahl des Bezirksamts zwischen den Fraktionen abgesprochen; hieran ist das Bezirksamt jedoch nicht gebunden. Die Stadträte leiten ihre Ressorts in eigener Verantwortung. Die Stellung des Bezirksbürgermeisters, der zugleich Bezirksstadtrat ist, ist als primus inter pares zu bezeichnen. Bei Meinungsverschiedenheiten entscheidet das Bezirksamt mit Mehrheit; bei Stimmengleichheit zählt die Stimme des Bezirksbürgermeisters doppelt. Die Arbeit des Bezirksamts wird von der BVV kontrolliert.